# Hurlus (protestante opstandelingen)

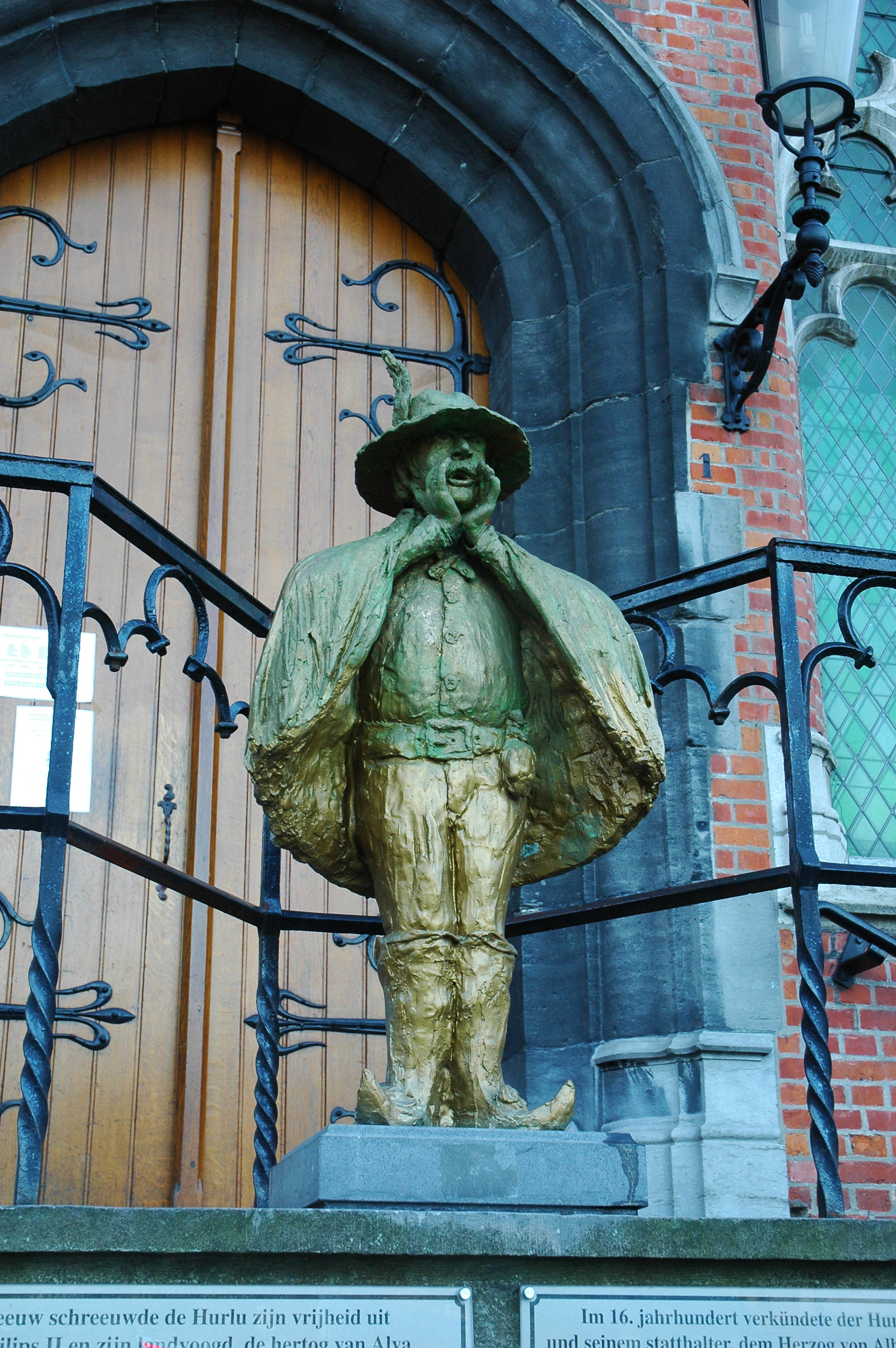
Standbeeld van een Hurlu voor het stadhuis van Moeskroen.

De Hurlus waren protestantse opstandelingen die op 29 juli 1582 in opstand kwamen tegen de geloofsvervolging in de Spaanse Nederlanden, met name in de omgeving van Moeskroen en Rijsel.
De naam "hurlus" hebben ze te danken aan hun strijdkreet die klonk als gehuil of mogelijk is het afgeleid van het Oost-Vlaamse woord voor "huurlingen". Volgens een volkslegende zijn ze teruggeslagen door boogschutters onder leiding van Jeanne Maillotte, een herbergierster.

## Trivia
- Voor het stadhuis van Moeskroen staat een standbeeld van een Hurlu. Elk jaar wordt er een "Feest van de Hurlus" gevierd[1]
- In Rijsel staat een standbeeld van Jeanne Maillotte.
- In andere tijden is de term "hurlus" ook gebruikt voor huurlingen of voor plunderaars.
- De supporters van de professionele voetbalclub Royal Excel Moeskroen dragen de bijnaam 'les Hurlus'[bron?]

1. ↑  Feest van de Hurlus in Moeskroen, 25 januari 2023. Gearchiveerd op 25 januari 2023.